# Cryptotettix insularis
Cryptotettix insularis är en insektsart som beskrevs av Günther, K. 1974. Cryptotettix insularis ingår i släktet Cryptotettix och familjen torngräshoppor. Inga underarter finns listade i Catalogue of Life.